# Schalkendorf
Schalkendorf település Franciaországban, Bas-Rhin megyében. Lakosainak száma 336 fő (2022. január 1.). Schalkendorf Buswiller, Ettendorf, Obermodern-Zutzendorf és Val-de-Moder községekkel határos.

## Népesség
A település népessége az elmúlt években az alábbi módon változott:
| Lakosok száma | 318  | 331  | 336  | 330  | 330  | 330  | 335  | 338  | 336  |
|               | 2013 | 2015 | 2016 | 2017 | 2018 | 2019 | 2020 | 2021 | 2022 |